# Grosshöchstetten
Grosshöchstetten är en ort och kommun i distriktet Bern-Mittelland i kantonen Bern, Schweiz. Kommunen har 4 088 invånare (2023).
I kommunen finns även orten Schlosswil som tidigare var en egen kommun, men som inkorporerades i Grosshöchstetten 1 januari 2018.